# Pan Island Expressway

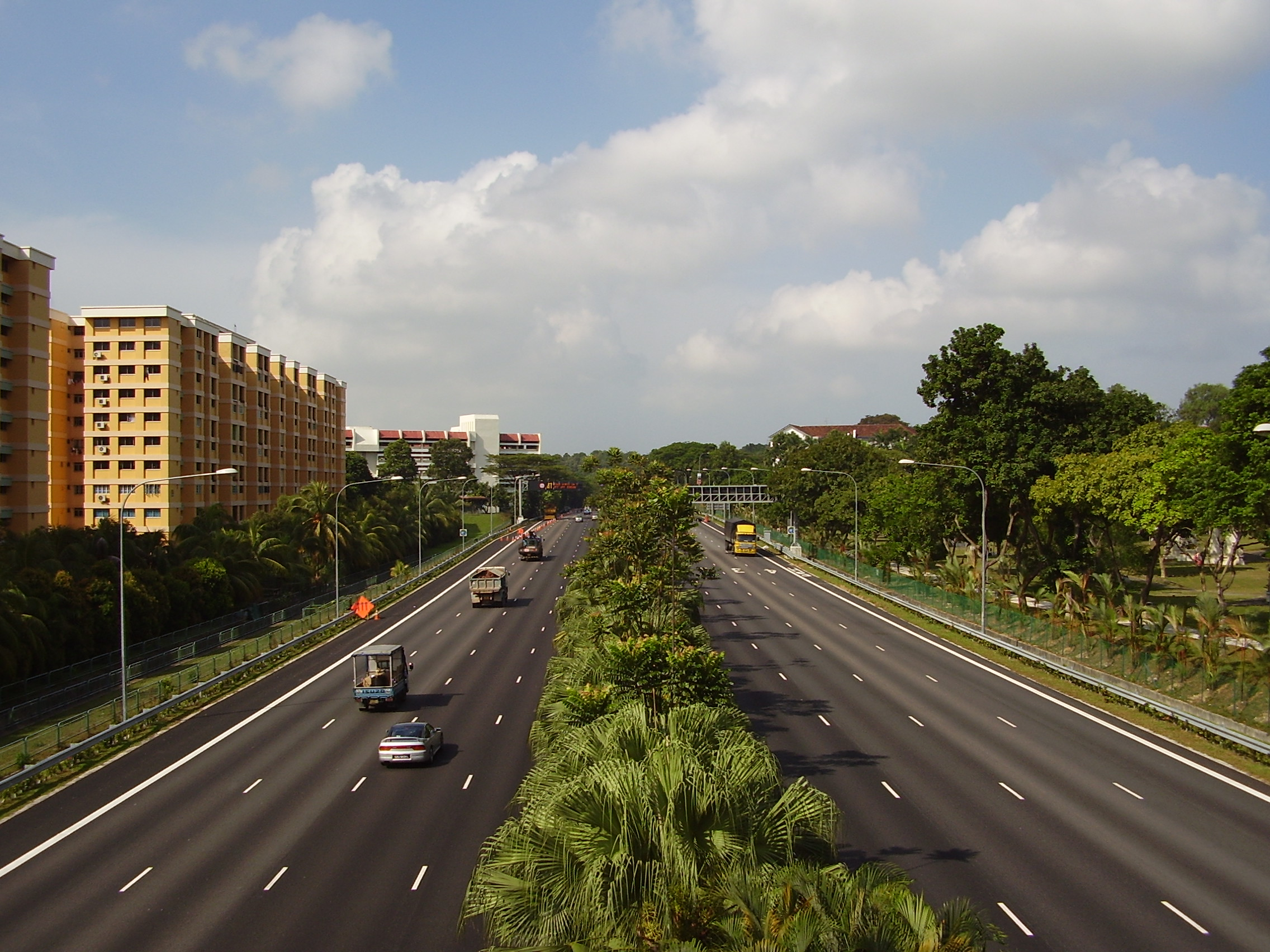
Przedłużenie PIE po wyjeździe Nanyang, widok w kierunku Tuas.

Pan Island Expressway (Skrót: PIE; mandaryński: 泛岛高速公路, Pinyin: Fàndǎo Gāosù Gōnglù; mal.: Lebuhraya Seluruh Pulau) – najdłuższa i najstarsza autostrada Singapuru.
Leży wzdłuż głównej wyspy i łączy port Tuas na zachodzie z portem lotniczym Changi, przez dzielnice Boon Lay – gdzie się łączy z KJE, Jurong West, Jurong East, Clementi, Bukit Batok, Bukit Timah – gdzie się łączy z BKE, objeżdża Zalewu MacRitchie, Toa Payoh – gdzie się łączy z CTE, Kim Chuan, Eunos, Bedok i Simei.
Jej łączna długość wynosi ok. 41 km.

## Budowa
Budowa PIE zaczęła się w roku 1966 i toczyła się w trzech fazach.
- Początkowa faza: rozszerzenie Whitley Road z estakady Mount Pleasant to estakady Thomson, Jalan Toa Payoh, Jalan Kolam Ayer i Paya Lebar Way; oraz zastąpienie wszystkich świateł sygnalizacyjnych i skrzyżowań dwujezdniowymi drogami z bezkolizyjnymi skrzyżowaniami.
- Następnie odcinek z Jalan Eunos do East Coast Parkway, był całkowicie nową drogą. Jego budowa zakończyła się w 1980 r.
- Rok później, w 1981 r., zachodnia część z Jalan Anak Bukit do Corporation Road została zakończona. Autostrada miała 35 km długości, gdy została zakończona. Przynajmniej wówczas na papierze.

## Przedłużenie PIE
W 1992, rozpoczęła się budowa zachodniego odcinka PIE, ażeby ją podłączyć z KJE, która również była w trakcie budowy. Nowy, ośmiokilometrowy odcinek był budowany od estakady Hong Kah przez estakadę Tengah, przy której się rozpoczyna KJE do estakady Tuas, gdzie się łączyła z AYE.
Dwukilometrowy odcinek ze starej PIE z Hong Kah do Corporation Road utracił status autostrady i uzyskała nową nazwę, Jurong West Avenue 2.
Jak zaczęła rosnąć liczba aut poruszających się przez KJE oraz PIE do Strefy przemysłowej Jurong (ang. Jurong Industrial Estate), zmodernizowano pas awaryjny na odcinku z estakady Tengah. Odcinek ten, z trzypasmowej, dwujezdniowej drogi stał się drogą czteropasmową. Budowa rozpoczęła się w marcu 2004 r. i zakończyła w marcu 2006 r.

## Lista wyjazdów i estakad
| Nr.                                               | Wyjazd z jezdni zachód-wschód na drogę (kierunki)                                          | Nazwa wyjazdu lub estakady      | Rodzaj                                                       | Nr.                           | Wyjazd z jezdni wschód-zachód na drogę (kierunki)                                                                             |
| Koniec autostrady (ECP)                           |                                                                                            |                                 |                                                              |                               | |
| 1                                                 | Changi Airport                                                                             | Changi Flyover                  | Nazwa estakady(ulica lub droga), Rodzaj Węzła autostradowego | Początek autostrady           | Początek autostrady |
| nie ma wyjazdu                                    | nie ma wyjazdu                                                                             | bez nazwy                       | T junction                                                   | 1                             | Changi South Avenue 3 (Changi Business Park oraz Singapore Expo)                                                              |
| 2                                                 | Upper Changi Road North/East, TPE (SLE), Changi Village oraz Pasir Ris Town                | Upper Changi Flyover            |                                                              | 2                             | Upper Changi Road North/East, TPE (SLE), Changi Village oraz Pasir Ris Town                                                   |
| 3B                                                | Tampines Street 31/Ave 2 (Tampines New Town)                                               | Simei Flyover                   | Diamond                                                      | 3A                            | Simei Road (Simei New Town oraz Changi General Hospital)                                                                      |
| 4A                                                | Simei Avenue (Simei New Town, Changi General Hospital and Singapore Expo)                  | Tampines South Flyover          |                                                              | 4B                            | Tampines Avenue 5/Central (Tampines New Town) and Tampines Polytechnic                                                        |
| 4B                                                | Tampines Avenue 5/Central (Tampines New Town) oraz Tampines Polytechnic                    | Tampines South Flyover          |                                                              | 4B                            | Tampines Avenue 5/Central (Tampines New Town) and Tampines Polytechnic                                                        |
| 8A                                                | Bedok North Road (Bedok New Town)                                                          | Bedok North Flyover             |                                                              | No exit                       | No exit |
| 8B                                                | Bedok North Road (Bedok Reservoir Road) oraz Tampines Ave 10                               | Bedok North Flyover             |                                                              | No exit                       | No exit |
| 9                                                 | Jalan Eunos, Eunos Crescent, Eunos Link oraz Still Road                                    | Eunos Flyover                   | SPUI (former Diamond)                                        | 9                             | Jalan Eunos, Eunos Crescent, Eunos Link oraz Still Road                                                                       |
| Paya Lebar Way starts                             |                                                                                            |                                 |                                                              |                               | |
| 11                                                | Paya Lebar Road, Geylang Road oraz Airport Road                                            | Paya Lebar Flyover              | SPUI                                                         | 11                            | Paya Lebar Road, Geylang Road oraz Airport Road                                                                               |
| koniec Paya Lebar Way, początek Jalan Kolam Ayer  |                                                                                            |                                 |                                                              |                               | |
| U/C                                               | KPE                                                                                        | bez nazwy                       | U/C                                                          | U/C                           | KPE |
|                                                   | Sims Way                                                                                   | Kallang Way Flyover             |                                                              |                               | Sims Way |
| 13B                                               | Kallang Way, Aijunied Road oraz Macpherson Road                                            | bez nazwy                       | 2 skrzyżowania na T                                          | 13A                           | Kallang Bahru oraz Geylang Bahru                                                                                              |
| No exit                                           | No exit                                                                                    | Woodsville Flyover              | Diamond                                                      | 14A                           | Bendemeer Road oraz Geylang Bahru                                                                                             |
| No exit                                           | No exit                                                                                    | Woodsville Flyover              | Diamond                                                      | 15A                           | CTE (City) (Balestier Road oraz Moulmein Road)                                                                                |
| koniec Jalan Kolam Ayer, początek Jalan Toa Payoh |                                                                                            |                                 |                                                              |                               | |
| 15                                                | CTE (Braddell Road, Ang Mo Kio, Upper Serangoon Road, MacPherson Road and Bendemeer Road)  | Whampoa Flyover                 |                                                              | 15B                           | Central Expressway (Braddell Road oraz Ang Mo Kio)                                                                            |
| 16A                                               | Kim Keat Link (Toa Payoh)                                                                  | Kim Keat Flyover                | skrzyżowanie na T                                            | 16                            | Kim Keat Link (Toa Payoh) |
| No exit                                           | No exit                                                                                    | Toa Payoh South Flyover         | Trumpet                                                      | 17                            | Jalan Datoh (Balestier Road), Thomson Road (Newton Road, Moulmein Road), Whitley Road (Catholic Junior College, Thomson Road) |
| 17D                                               | Thomson Road (Balestier Road, Marymount Road), Lorong 2 Toa Payoh                          | Thomson Flyover                 | Parclo                                                       | 17C                           | Thomson Road, Whitley Road (Catholic Junior College)                                                                          |
| koniec Jalan Toa Payoh, początek Whitley Road     |                                                                                            |                                 |                                                              |                               | |
| 19                                                | Stevens Road and Bukit Timah Road                                                          | Mount Pleasant Flyover          | Trumpet                                                      | 19                            | Whitley Road i Stevens Road                                                                                                   |
| koniec Whitley Road                               |                                                                                            |                                 |                                                              |                               | |
| 20B                                               | MacRitchie Reservoir oraz Lornie Road                                                      | Adam Flyover                    | Parclo                                                       | 20A                           | Adam Road i Farrer Road |
| 22                                                | Eng Neo Avenue i Bukit Timah Road                                                          | Eng Neo Flyover                 | Trumpet                                                      | 22                            | Eng Neo Avenue i Bukit Timah Road                                                                                             |
| 24                                                | BKE (Woodlands) i Dairy Farm Road                                                          | Chantek Flyover                 | Trumpet                                                      | 24                            | Bukit Timah Expressway (Woodlands) i Dairy Farm Road                                                                          |
| 26B                                               | Upper Bukit Timah Road and Jalan Jurong Kechil                                             | Anak Bukit Flyover              | Diamond                                                      | 26A                           | Clementi Road, Bukit Timah Road, Jalan Jurong Kechil i Dunearn Road                                                           |
| 27                                                | Clementi Avenue 6, Commonwealth Avenue West (Clementi New Town i AYE)                      | Clementi North Flyover          | Trumpet                                                      | 27                            | Clementi Avenue 6 (Commonwealth Avenue West (Clementi New Town) i AYE)                                                        |
| 28                                                | Toh Tuck Avenue, Bukit Batok East Avenue 3 i Old Toh Tuck Road                             | Toh Tuck Flyover                | Diamond                                                      | 28                            | Toh Tuck Avenue, Bukit Batok East Avenue 3 i Old Toh Tuck Road                                                                |
| 30                                                | Toh Guan Road (Toh Guan Road East, Jurong East Central)                                    | Toh Guan Flyover                | T junction                                                   | 30                            | Toh Guan Road (Toh Guan Road East, Jurong East Central)                                                                       |
| 31                                                | Jurong Town Hall Road, Bukit Batok Road (Bukit Batok New Town, Jurong East New Town)       | Bukit Batok Flyover             | SPUI                                                         | 31                            | Jurong Town Hall Road, Bukit Batok Road (Bukit Batok New Town, Jurong East New Town)                                          |
| No exit                                           | No exit                                                                                    | Unnamed                         | skrzyżowanie na T                                            | 32                            | Jurong Canal Road (Jurong East New Town, Jurong West New Town)                                                                |
| 34                                                | Jurong West Avenue 2 (Corporation Road)                                                    | Hong Kah Flyover                | Diamond                                                      | 34                            | Jurong Road, Jurong West Avenue 2 (Corporation Road)                                                                          |
| 35                                                | Kranji Expressway (Choa Chu Kang)                                                          | Tengah Flyover                  | Directional T                                                | 35                            | Kranji Expressway (Choa Chu Kang)                                                                                             |
| 36                                                | Jalan Bahar (Nanyang Technological University, Jurong West Avenue 3, Jurong West Avenue 5) | Bahar Flyover                   | SPUI                                                         | 36                            | Jalan Bahar (Nanyang Technological University, Jurong West Avenue 3, Jurong West Avenue 5)                                    |
| 38                                                | Pioneer Road North (Nanyang Technological University, Jurong West Street 91)               | Nanyang Flyover                 | SPUI                                                         | 38                            | Pioneer Road North (Nanyang Technological University, Jurong West Street 91)                                                  |
| 40                                                | Upper Jurong Road (Benoi Road), Pasir Laba Road (SAFTI)                                    | Pasir Laba Flyover              | SPUI                                                         | 40                            | Upper Jurong Road (Benoi Road), Pasir Laba Road (SAFTI)                                                                       |
| Początek autostrady                               | Początek autostrady                                                                        | Tuas Flyover and Tuas Underpass | Stacked roundabout                                           | 41                            | Jalan Ahmad Ibrahim (AYE) |
| Początek autostrady                               | Początek autostrady                                                                        | Tuas Flyover and Tuas Underpass | Stacked roundabout                                           | Koniec autostrady (Tuas Road) | |

## Inne
Pan Island Expressway jest również przedmiotem gry firmy TheatreWorks.